# Chorváty
Chorváty – wieś (obec) na Słowacji położona w kraju koszyckim, w powiecie Koszyce-okolice. Pierwsze wzmianki o miejscowości pochodzą z roku 1247.
Według danych z dnia 31 grudnia 2012, wieś zamieszkiwało 98 osób, w tym 47 kobiet i 51 mężczyzn.
W 2001 roku rozkład populacji względem narodowości i przynależności etnicznej wyglądał następująco:
- Słowacy – 14,04%,
- Romowie – 5,26%,
- Węgrzy – 76,32%.

Ze względu na wyznawaną religię struktura mieszkańców kształtowała się w 2001 roku następująco:
- katolicy rzymscy – 45,61%,
- grekokatolicy – 47,37%,
- nie podano – 4,39%.